# Inside Film Awards
Les Inside Film Awards ou IF Awards sont des récompenses de cinéma australiennes décernées depuis 1999 par le magazine de cinéma Inside Film. Les prix sont remis à la suite d'un vote des lecteurs du magazine.
Ils n'ont pas été décernés depuis 2011.

## Catégories de récompense
- Meilleur film
- Meilleur réalisateur
- Meilleur acteur
- Meilleure actrice
- Meilleur acteur dans un second rôle
- Meilleure actrice dans un second rôle
- Meilleur scénario
- Meilleur décors
- Meilleure photographie
- Meilleur montage
- Meilleur son
- Meilleure musique de film
- Meilleur film documentaire
- Meilleur court métrage
- Meilleur court métrage d'animation
- Meilleur court métrage documentaire
- Meilleur scénario non-produit
- Box Office Achievement
- Rising Talent
- Independent Spirit
- Living Legend
- Festival of the Year